# A Band Apart
A Band Apart fue una empresa productora de cine fundada en 1991 por Quentin Tarantino y Lawrence Bender. El nombre es un homenaje al clásico nouvelle vague francés Bande à part del realizador Jean-Luc Godard, cuyo trabajo fue de gran influencia en los miembros de la compañía.
Debido, en parte, a la popularidad de las películas de Tarantino y Robert Rodriguez, la compañía consiguió repidamente estatus de culto en Hollywood.
En 1995, A Band Apart agregó una división para producir comerciales y videos musicales, y se unió un tercer dueño, Michael Bodnarchek.
El logo de la compañía es una imagen estilizada de los ladrones de Reservoir Dogs, la película debut de Tarantino. Más tarde, varias entidades dentro de la compañía fueron nombradas en honor a los personajes de la película. Mr. Pink LLC era la productora de los videos, y Mr. Brown LLC era la de los comerciales.
Entre los miembros están Quentin Tarantino, Robert Rodriguez, John Woo, Tim Burton, Steve Buscemi, Darren Aronofsky, John Landis, Joseph McGinty Nichol, Nigel Dick, Andy Dick, Wayne Isham, Luc Besson, Andre 3000 y Michael Palmieri.

## Películas y series de televisión producidas
- Pulp Fiction (1994)
- The Whiskey Heir (1995)
- White Man's Burden (1995)
- Four Rooms (1995)
- Curdled (1996)
- From Dusk Till Dawn (1996)
- Jackie Brown (1997)
- Metallica: Cunning Stunts (1998)
- From Dusk Till Dawn 2: Texas Blood Money (1999)
- Debtors (1999)
- From Dusk Till Dawn 3: The Hangman's Daughter (2000)
- Stark Raving Mad (2002)
- Lost in Oz (2002)
- When Incubus Attacks (2002)
- Kill Bill (2003, 2004)
- Voces inocentes (2004)
- Build or Bust (TV) (2005)
- Inglourious Basterds (2009)

## Cierre de la compañía
A Band Apart cerró en junio de 2006. El dueño, Lawrence Bender, continuó trabajando con su otra compañía, Lawrence Bender Productions. Algunos miembros de A Band Apart, como Andy Dick y Marcel Langenegger, continuaron en Holmes Defender of the Faith, otra empresa que trabaja mayoritariamente en videos de música y comerciales. Aunque la compañía aparece como una de las productoras de Inglourious Basterds (2009), no está claro si se volvió a juntar para la película.